# صنایع بالادستی (صنعت نفت)
صنایع بالادستی مادر در صنعت نفت عبارتی است که عمدتاً بخش جستجو، اکتشاف، حفاری و تولید نفت خام و گاز طبیعی اشاره دارد. صنایع بالادستی گاهی به نام اکتشاف و تولید هم شناخته می‌شود.
صنعت نفت معمولاً به سه بخش تقسیم می‌شود: بالادستی، پایین‌دستی و میان‌دستی که صنایع میان‌دستی عمدتاً در دستهٔ پایین‌دستی طبقه‌بندی می‌شوند. صنایع بالادستی شامل جستجو برای یافتن میدان‌های بالقوهٔ زیرزمینی یا زیردریایی، حفاری و اکتشاف چاه و نهایتاً عملیات چاه‌ها است که نفت خام و گاز طبیعی خام را به سطح می‌آورد.
صنایع پایین دستی در صنعت نفت عبارتی است که معمولاً برای اشاره به تصفیه نفت خام، و فروش و توزیع گاز طبیعی و محصولات مشتق از نفت خام مورد استفاده قرار می‌گیرد.

## طبقه‌بندی صنایع بالادستی در قانون نفت ایران
عملیات بالادستی نفت و گاز در قانون اصلاح قانون نفت مصوب ۱ تیر ۱۳۹۰ اینگونه تعریف می‌شود:
کلیه مطالعات، فعالیتها و اقدامات مربوط به اکتشاف، حفاری، استخراج، بهره‌برداری و صیانت از منابع نفتی، انتقال، ذخیره‌سازی و صادرات آن مانند پی‌جویی، نقشه‌برداری، زمین‌شناسی، ژئوفیزیک، ژئوشیمی، حفر و خدمات فنی چاهها، تزریق گاز، آب، هوا یا هر فعالیتی که منجر به برداشت بهینه و حداکثری از منابع نفتی گردد و نیز احداث و توسعه تأسیسات و صنایع وابسته، تحدید حدود، حفاظت و حراست آن‌ها برای عملیات تولید و قابل عرضه کردن نفت در حد جداسازی اولیه، صادرات، استفاده یا عرضه برای عملیات پایین‌دستی را شامل شود.
مواردی نظیر مدیریت و نظارت بر تأمین کالاها و مواد صنعتی، آموزش و تأمین نیروی انسانی، ایجاد و حفظ شرایط ایمنی، بهداشت و محیط زیست و انجام کلیه فعالیتهای لازم جهت ایجاد، ارتقاء و انتقال فناوری برای پشتیبانی عملیات فوق جزء عملیات بالادستی محسوب می‌شود.